# Jean Elias
Jean Elias (nacido el 5 de diciembre de 1969) es un exfutbolista brasileño que se desempeñaba como defensa.
Jugó para clubes como el Atlético Paranaense, Cruzeiro, Cerezo Osaka, Bahia, Avaí y América.

## Trayectoria

### Clubes
| Club                | País   | Año         |
| ------------------- | ------ | ----------- |
| Desportiva          | Brasil | 1989        |
| Comercial           | Brasil | ????        |
| Americano           | Brasil | ????        |
| Atlético Paranaense | Brasil | ????        |
| Desportiva          | Brasil | 1995        |
| Cruzeiro            | Brasil | 1996 - 1997 |
| Cerezo Osaka        | Japón  | 1997        |
| Cruzeiro            | Brasil | 1998        |
| Bahia               | Brasil | 1999        |
| Avaí                | Brasil | 1999        |
| Bahia               | Brasil | 2000 - 2002 |
| América             | Brasil | 2002 - 2003 |
| Avaí                | Brasil | 2004        |
| Estrela do Norte    | Brasil | 2006        |